# Nothing Left To Say / Rocks (canción de Imagine Dragons)
«Nothing Left To Say / Rocks» (en español: «No Hay Nada Que Decir / Rocas») es una canción de dos partes, escrita, producida e interpretada por la banda estadounidense de rock alternativo Imagine Dragons, como la undécima y última pista de la edición estándar de su álbum debut, «Night Visions», lanzado el 4 de septiembre de 2012 por KIDinaKORNER e Interscope Records.

## Composición
Planeada originalmente para ser lanzada como una canción individual, «Nothing Left To Say» tuvo que agregar «Rocks» a último momento, principalmente porque el sello discográfico de la banda les había comentado que, por cuestiones de presupuesto relacionadas con las licencias, solamente podían incluir un total de once canciones en su álbum debut, «Night Visions». Asimismo, debido al enfoque oscuro que posee la canción, la agrupación decidió que lo mejor era que el disco debía si o sí terminar con un enfoque más positivo, escogiendo «Rocks» como una pista secreta dentro de la canción.
El baterista de la banda, Daniel Platzman, habló de la canción durante una entrevista a KNPR:

«En «Night Visions» tenemos una canción, «Nothing Left To Say»,  y la forma en que terminamos escribiendo el final de esa canción se parecía más al jazz que a cualquier otra cosa. Teníamos una canción de tres minutos que nos gustaba y luego, al final, comenzamos a experimentar con cosas y a dejar que funcionara por mucho tiempo y dejar que las cosas funcionaran y que la gente improvisara sobre ella. Terminamos con algo realmente mágico: si no hubiéramos tenido nuestra formación en jazz, nunca hubiéramos llegado a ese lugar.»

## Video Musical
Ocho años después del estreno de la canción (y del álbum en general), Imagine Dragons subió un video artístico de «Nothing Left To Say» a su canal de YouTube el 19 de enero de 2020, en el que muestra a una pareja realizando una coreografía debajo del agua. Estuvo dirigido por Patrick Foch, producido por Cassandra Combey, Yoma Charret, Margot Malo, Angéline Galle y fue grabado en Francia.

## Presentaciones en vivo
Pese a ser publicada como una canción de dos partes, «Nothing Left To Say» y «Rocks» siempre fueron interpretadas por separado en diferentes partes del setlist durante las presentaciones de la banda en el «Night Visions Tour».
Prueba de ello lo encontramos en el show que la banda llevó a cabo en el Bud Light Hotel en Nueva York, la banda interpretó por separado ambas canciones durante el concierto; asimismo, en la presentación realizada en el "Red Rocks Amphitheatre", lugar donde fue grabado el segundo álbum en vivo de la agrupación, «Night Visions Live», Imagine Dragons presentó «Rocks» en la mitad del setlist, dejando a «Nothing Left To Say» como el encore.
Eventualmente, ambos temas quedarían fuera del setlist de conciertos de la agrupación, hasta que Imagine Dragons volvió a tocar solamente «Nothing Left To Say» de forma acústica, durante la Tyler Robinson Foundation Gala, como petición de un fan que realizó una donación de 25 mil dólares; siendo además la primera vez que la banda interpreta la canción de forma acústica.

## Créditos
Adaptado del booklet de «Night Visions».
Nothing Left To Say / Rocks
- Interpretado por Imagine Dragons.
- Escrito por Dan Reynolds, Wayne Sermon y Ben McKee.
- Producido por Imagine Dragons.
- Publicado por KIDinaKORNER / Universal.
- Grabado por Mark Everton Gray en “The Studio at the Palms”.
- Ingeniería Adicional por Rob Katz y Josh Mosser.
- Mezclado por Mark Needham en “The Ballroom Studio”.
- Asistente de Mezcla: Will Brierre.
- Masterizado por Joe LaPorta en “The Lodge”.

℗ 2012 KIDinaKORNER/Interscope Records
Imagine Dragons
- Dan Reynolds: Voz.
- Wayne Sermon: Guitarra.
- Ben McKee: Bajo.
- Daniel Platzman: Batería y Viola.

## Historial de Lanzamientos
| Región        | Fecha                   | Formato                       | Discográfica                    |
| ------------- | ----------------------- | ----------------------------- | ------------------------------- |
| Todo el Mundo | 4 de septiembre de 2012 | CD Descarga digital Streaming | KIDinaKORNER Interscope Records |